# Костелњи Лхота
Костелњи Лхота (чеш. Kostelní Lhota) је насељено мјесто са административним статусом сеоске општине (чеш. obec) у округу Нимбурк, у Средњочешком крају, Чешка Република.

## Становништво
Према подацима о броју становника из 2014. године насеље је имало 837 становника.